# 拳王 (1991年電影)
《拳王》（英語：Dreams of Glory: A Boxers Story）是一部於1991年上映的香港動作電影，由刘国昌擔任導演，由呂頌賢，林敬刚，杜少津，刘玉翠，陈德兴等主演。本片入圍第28屆金馬獎及第11屆香港電影金像獎共六項提名。

## 故事大綱
沉默寡言的师兄阿明一向沉迷拳击，但他在一次胸有成竹的比赛中惨被击倒后，决心到泰国学艺，当地严格的训练不单改造拳手的体能，更能升拳手的尊严和擂台上无惧的精神。阿德自少随父学习国术，但有感中国武术在擂台不能尽展所长，故此便上拳馆苦练泰拳，企图扩阔搏击艺术的包容性和宽容度。

## 演員列表
- 呂頌賢　飾　叶志明
- 林敬刚　飾　阿清
- 杜少津　　飾　羅日德
- 刘玉翠　飾
- 刘江　　飾　羅日德父
- 陈德兴　飾　南哥
- 姜皓文　飾

## 獎項
| 年份 | 頒獎典禮             | 獎項         | 名單           | 結果 |
| ---- | -------------------- | ------------ | -------------- | ---- |
| 1991 | 第28屆金馬獎         | 最佳劇情片   |                | 提名 |
| 1991 | 第28屆金馬獎         | 最佳男配角   | 陈德兴         | 提名 |
| 1991 | 第28屆金馬獎         | 最佳原著劇本 | 陈文强、冼锦青 | 提名 |
| 1991 | 第28屆金馬獎         | 最佳剪輯     | 蒋国权、黄永明 | 提名 |
| 1992 | 第11屆香港電影金像獎 | 最佳新人     | 呂頌賢         | 提名 |
| 1992 | 第11屆香港電影金像獎 | 最佳新人     | 陈德兴         | 提名 |

## 外部連結
- 香港影庫上《拳王》的資料（繁體中文）
- 開眼電影網上《拳王》的資料（繁體中文）
- 豆瓣电影上《拳王》的資料 （简体中文）
- 时光网上《拳王》的資料（简体中文）
- AllMovie上《拳王》的资料（英文）
- 互联网电影数据库（IMDb）上《拳王》的资料（英文）